# Esferomatideus
Els esferomatideus (Sphaeromatidea) són un subordre de crustacis isòpodes. Abans formaven part del subordre polifilètic dels flabel·lífers (Flabellifera).

## Taxonomia
Comprenen les superfamílies i famílies següents:
Superfamília Seroloidea Dana, 1852
- Família Basserolidae Brandt & Poore, 2003
- Família Bathynataliidae Kensley, 1978
- Família Plakarthriidae Hansen, 1905
- Família Schweglerellidae Brandt et al., 1999 †
- Família Serolidae Dana, 1852
- Família Tricarinidae Feldmann et al., 2007 †

Superfamília Sphaeromatoidea Latreille, 1825
- Família Ancinidae Dana, 1852
- Família Sphaeromatidae Latreille, 1825
- Família Tecticipitidae Iverson, 1982